# ヴォルカン・ババジャン
ヴォルカン・ババジャン（Volkan Babacan, 1988年8月11日 - ）は、トルコ・アンタルヤ出身のサッカー選手。イスタンブール・バシャクシェヒルFK所属。ポジションはGK。トルコ代表。

## 経歴

### クラブ
フェネルバフチェSKの下部組織出身。2006年にトップチームに昇格したがレギュラーを獲得するまでには至らず、2度のレンタル移籍を経験したがレンタル先でも満足な出場機会を得ることはできなかった。
トルコ2部のマニサスポルへの移籍を経て、2014年にイスタンブール・バシャクシェヒルFKへ移籍。2014-15シーズンには失点を30に抑え、クラブのリーグ4位フィニッシュに貢献した。

### 代表
世代別代表に招集され、2005年にはヌリ・シャヒン、らと共にイタリアで開催されたUEFA U-17欧州選手権を制覇した。
EURO2016予選ではサポーターと騒動を起こしたヴォルカン・デミレルの代役として正GKの座を掴み、10試合中4試合で無失点を記録。EURO2016本大会のメンバーにも選ばれている。

## タイトル

### クラブ
フェネルバフチェ
- トルコ・スーパーカップ ： 2007, 2009

### 代表
- UEFA U-17欧州選手権 ： 2005